# Adolf Schärf
Adolf Schärf ( [ˈaːdɔlf ʃɛʁf] (ajuda·info); Nikolsburg, 20 de abril de 1890] – Viena, 28 de fevereiro de 1965) foi presidente da Áustria, de 22 de maio de 1957 a 28 de fevereiro de 1965.